# Literaturjahr 1775
Liste der Literaturjahre

◄◄ | ◄ | 1771 | 1772 | 1773 | 1774 | Literaturjahr 1775 | 1776 | ►

Weitere Ereignisse

## Ereignisse
Der 1772 gegründete Göttinger Hainbund löst sich auf. 

### Goethe in Frankfurt und Weimar
Zu Ostern verlobt Johann Wolfgang Goethe sich mit der Frankfurter Bankierstochter Lili Schönemann. Im Sommer unternimmt er eine Reise durch die Schweiz, auf der er Barbara Schulthess kennenlernt, mit der ihn eine lebenslange Freundschaft verbinden wird. Im Oktober wird die Verlobung durch Lilis Mutter mit der Erklärung aufgelöst, dass sich eine Heirat wegen der Verschiedenheit der Religionen nicht schicke (er ist evangelisch, sie Hugenottin). Goethe, der unter der Trennung sehr leidet, nimmt in dieser Situation eine Einladung des 18-jährigen Herzogs Carl August zu einer Reise nach Weimar an, wo er im November ankommt. Er gewinnt schnell das Vertrauen des acht Jahre jüngeren, im aufgeklärten Geist erzogenen Herzogs, der alles tut, um Goethe in Weimar zu halten. Unter anderem schenkt er ihm ein Gartenhaus im Park an der Ilm. Als der Herzog ihm vorschlägt, bei der Leitung des Staates mitzuwirken, nimmt Goethe nach einigem Zögern an. 

### Lyrik
- Der deutsche Dichter Matthias Claudius veröffentlicht das Rheinweinlied.
- Der anglikanische Geistliche Augustus Montague Toplady veröffentlicht das geistliche Lied Rock of Ages.

### Drama
Die vieraktige Komödie Le barbier de Séville von Pierre-Augustin Caron de Beaumarchais wird am 23. Februar nach zweijähriger Verzögerung an der Comédie-Française uraufgeführt. Pierre-Louis Dubus, genannt Préville, ist der erste Darsteller des Figaro. Nachdem das Stück durchgefallen ist, reduziert man es um einen Akt, worauf die nächste Vorstellung drei Tage später zum Triumph wird. Das Werk wird ein internationaler Erfolg und dient unter anderem als Vorlage für die Oper Il barbiere di Siviglia von Gioacchino Rossini.

### Periodika
Die von Joseph von Sonnenfels herausgegebene moralische Wochenschrift Der Mann ohne Vorurtheil wird eingestellt. 

### Geschichte
In China wird die erste Gesamtausgabe der 24 Dynastiegeschichten herausgegeben. Es handelt sich dabei um einen Chronikenzyklus, der von der Zeit um das 2. Jahrhundert v. Chr. bis zur ersten Hälfte des 18. Jahrhunderts zusammengestellt wurde. Die 24 Dynastiegeschichten beschreiben in 3249 Bänden mit etwa 40 Millionen Schriftzeichen 4000 Jahre der chinesischen Geschichte. 

### Religion
Als ersten Akt nach seiner Wahl am 15. Februar veröffentlicht der neue Papst Pius VI. die päpstlichen Bulle Editto sopra gli Ebrei.

### Verlage und Messen
Der Hanauer Bücherumschlag wird im Juni als Gegenmesse zur dominierenden Leipziger Buchmesse gegründet. Sie kann sich jedoch nicht etablieren und wird bereits im Entstehungsjahr von den kaiserlichen Behörden in Wien verboten. 

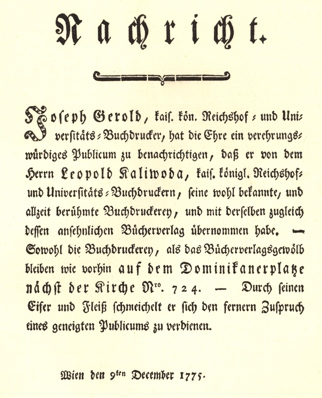
Anzeige im „Wienerischen Diarium“ am 9. Dezember 1775

In Wien wird am 9. Dezember im Wienerischen Diarium die Gründung von Carl Gerold’s Sohn Verlag,  des ältesten Verlagshauses Österreichs angezeigt.

## Geboren
- 27. Januar: Friedrich Wilhelm Joseph Schelling, deutscher Philosoph († 1854)
- 30. Januar: Walter Savage Landor, englischer Schriftsteller († 1864)

- 7. Februar: Johann Diederich Gries, deutscher Übersetzer († 1842)
- 8. Februar: Traugott Leberecht Hasse, deutscher Bergbau-Beamter und Schriftsteller († 1853)
- 28. Februar: Sophie Tieck, deutsche Dichterin († 1833)
- 23. März: Gottlieb Bertrand, deutscher Autor († 1813)
- 12. Juni: Karl von Müffling, preußischer Generalfeldmarschall, Militärschriftsteller und Geodät († 1851)
- 30. Juni: Carl Meisl, österreichischer Beamter und Dramatiker († 1853)
- 9. oder 19. Juli: Matthew Lewis, englischer Schriftsteller († 1818)
- 23. Juli: Eugène François Vidocq, französischer Krimineller und Kriminalist († 1857)
- 26. August: Wilhelm Joseph Behr, deutscher Jurist, Politiker und Schriftsteller († 1851)
- 3. Oktober: Isaac von Sinclair, deutscher Diplomat und Schriftsteller († 1815)
- 13. November: Friedrich Karl Ludwig Textor, deutscher Jurist und Mundartschriftsteller († 1851)
- 20. November: Gustav von Seckendorff, deutscher Dichter und Schriftsteller († 1823)
- 27. November: Johann-Conrad Appenzeller, schweizerischer Pfarrer und Volksschriftsteller († 1850)
- 16. Dezember: Jane Austen, englische Schriftstellerin († 1817)
- 19. Dezember: Franz von Unterrichter, Südtiroler Dichter, Jurist und Politiker sowie Mitglied der Frankfurter Nationalversammlung († 1867)
- 25. Dezember: Antun Sorkočević, kroatischer Komponist, Schriftsteller und Diplomat († 1841)

## Gestorben

### Todesdatum gesichert
- 3. Januar: Heinrich Gottfried Koch, deutscher Schauspieler und Theaterunternehmer (* 1703)
- 8. Januar: John Baskerville, englischer Typograph, Schreibmeister und Drucker (* 1706)
- 21. November: John Hill, englischer Schriftsteller und Botaniker (* um 1705)

### Genaues Todesdatum unbekannt
- Jacques Fleury, französischer Schriftsteller, Librettist und Komponist (* 1730)